# Montanhas Talysh

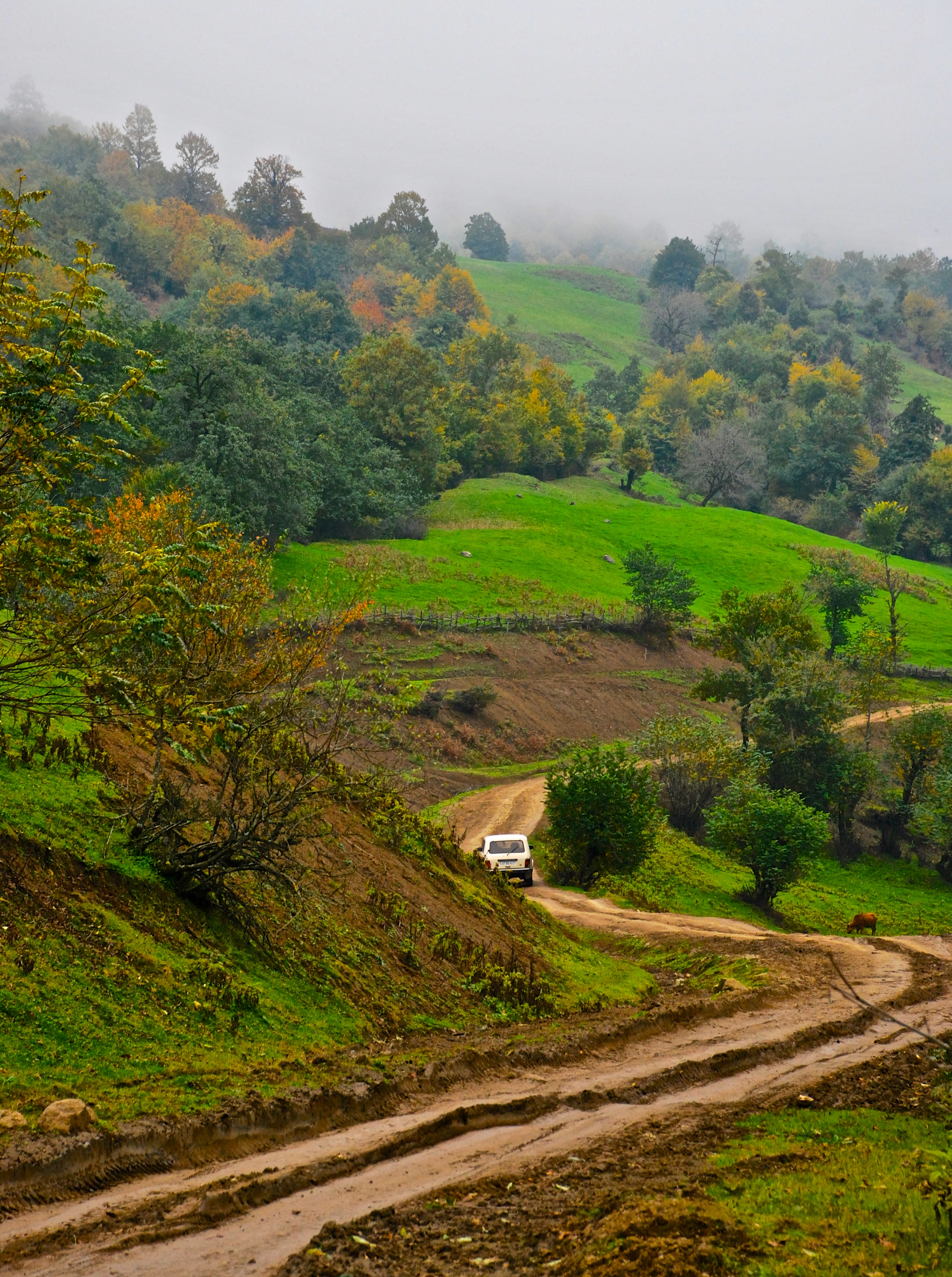
Montanhas Talysh

Montanhas Talysh (em persa: کوه‌های تالش; romaniz.: Kuhhâye Tâleš; em azeri:  Talış dağları) é uma cordilheira no extremo sudeste do Azerbaijão e extremo noroeste do Irã dentro da província de Ardabil e província de Guilão.
Elas são um subintervalo noroeste das montanhas de Alborz que se estendem ao longo do sul do Mar Cáspio no Planalto iraniano.

## Geografia
As montanhas Talysh se estendem para o sudeste a partir da Planície de Lankaran no sudeste do Azerbaijão até a parte mais baixa do Sefid Rud ( Rio Branco ) no noroeste do Irã.
Alguns picos se elevam acima de 10,000 pés (3,000 m).

### Geologia
Geologicamente, a Cordilheira Talish é constituída principalmente por depósitos sedimentares vulcânicos do Cretáceo Superior, com uma faixa de rochas Paleozóicas e uma faixa de rochas triássicas e jurássicas nas partes do sul, ambas na direção noroeste-sudeste.

## Ecologia
A precipitação anual máxima nas montanhas Talysh é entre 1.600 mm a 1.800 mm, que ao longo da planície do Lankaran é a mais alta precipitação no Azerbaijão e no Irã. As úmidas planícies costeiras semi-subtropical ao longo do Mar Cáspio, incluindo a planície de Lankaran, que fica na base oriental das montanhas.
As montanhas Talysh são cobertas por terras baixas e florestas montanas. A área faz parte da ecorregião do Caspian Hyrcanian mixed forests.
O Tigre do Cáspio costumava ocorrer nas montanhas Talysh.